# Theoretische Schwere
Die theoretische Schwere (englisch normal gravity) {\displaystyle g_{\phi }} ist die Schwerebeschleunigung, die sich auf das (theoretische) mittlere Erdellipsoid bezieht; dieses schmiegt sich dem Geoid auf durchschnittlich ±40 Meter an.
Geodäsie und Geophysik verwenden die theoretische Schwere, um die auf der Erdoberfläche gemessene, stark variierende Schwerebeschleunigung mit einem geglätteten Schweremodell vergleichen zu können. 

## Formel
Obwohl die Schichtung und Gesteinsdichte im Erdinnern nicht mit letzter Genauigkeit bekannt ist (und nie sein wird), lässt sich die theoretische Schwere auf einem Niveauellipsoid durch eine relativ einfache Formel beschreiben. Sie wird seit den grundlegenden Arbeiten des deutschen Geodäten Friedrich Robert Helmert als Internationale Schwereformel bezeichnet, hängt allerdings von den Parametern des verwendeten Erdellipsoids ab, die durch internationale Konventionen alle zwei bis drei Jahrzehnte auf aktuellen Stand gebracht werden.

### Seit 1960
Die Schwereformel beschreibt den Verlauf der Schwerebeschleunigung auf einer dem Meeresspiegel angenäherten Niveaufläche als Funktion der geografischen Breite {\displaystyle {\phi }}:
{\displaystyle g_{\phi }=\left(9,780327+0,0516323\cdot \sin ^{2}(\phi )+0,0002269\cdot \sin ^{4}(\phi )\right)\,{\frac {\mathrm {m} }{\mathrm {s} ^{2}}}}
Der Wert 0,0516323 wird Schwereabplattung genannt und im deutschen Sprachraum meist mit β bezeichnet. Als physikalisch definierter, aber dimensionsloser Parameter entspricht er der (geometrischen) Erdabplattung f (nach englisch flattening) des Erdellipsoids.

### Bis 1960
Bis etwa 1960 wurde in Amerika meist die Formel für das Hayford-Ellipsoid (1924) benützt, in Europa die genauere Formel von Helmert. Die Äquatorachse des von ihm 1906 berechneten globalen Ellipsoids weicht zwar vom modernen Wert um etwa 70 Meter ab (Hayford um 250 m), die Abplattung ist aber fast dieselbe. Im Gegensatz zu oben verwendet sie eine andere Winkelfunktion der Breite, nämlich den Cosinus statt des Sinus:
{\displaystyle g_{\phi }=\left(9,8061999-0,0259296\cdot \cos(2\phi )+0,0000567\cdot \cos ^{2}(2\phi )\right)\,{\frac {\mathrm {m} }{\mathrm {s} ^{2}}}}

### WGS 84
Eine von der ersten Formel nur wenig abweichende ellipsoidische Schwereformel ist jene des WGS 84-Erdmodells (World Geodetic System von 1984):
{\displaystyle g_{\phi }=\left(9,7803267714~{\frac {1+0,00193185138639\cdot \sin ^{2}\phi }{\sqrt {1-0,00669437999013\cdot \sin ^{2}\phi }}}\right)\,{\frac {\mathrm {m} }{\mathrm {s} ^{2}}}}
Der Unterschied der WGS-84-Formel zu Helmerts Gleichung liegt unter 69 ppb oder <6,8·10−7 m·s−2.